# レインボー・ウォーリア号 (初代)

初代レインボー・ウォーリア号

レインボー・ウォーリア号 (Rainbow Warrior) は、グリーンピースの保有した活動船である。グリーンピースの海上行動の主力となる船であったが、1985年にレインボー・ウォーリア号事件で爆破され沈没した。同じくイギリス製の船を改装した2代目を経て、2011年以降は新造された三代目のレインボー・ウォーリア号が役目を引き継いで、日本を含め世界各地に出没している。

## 概要

### 活動

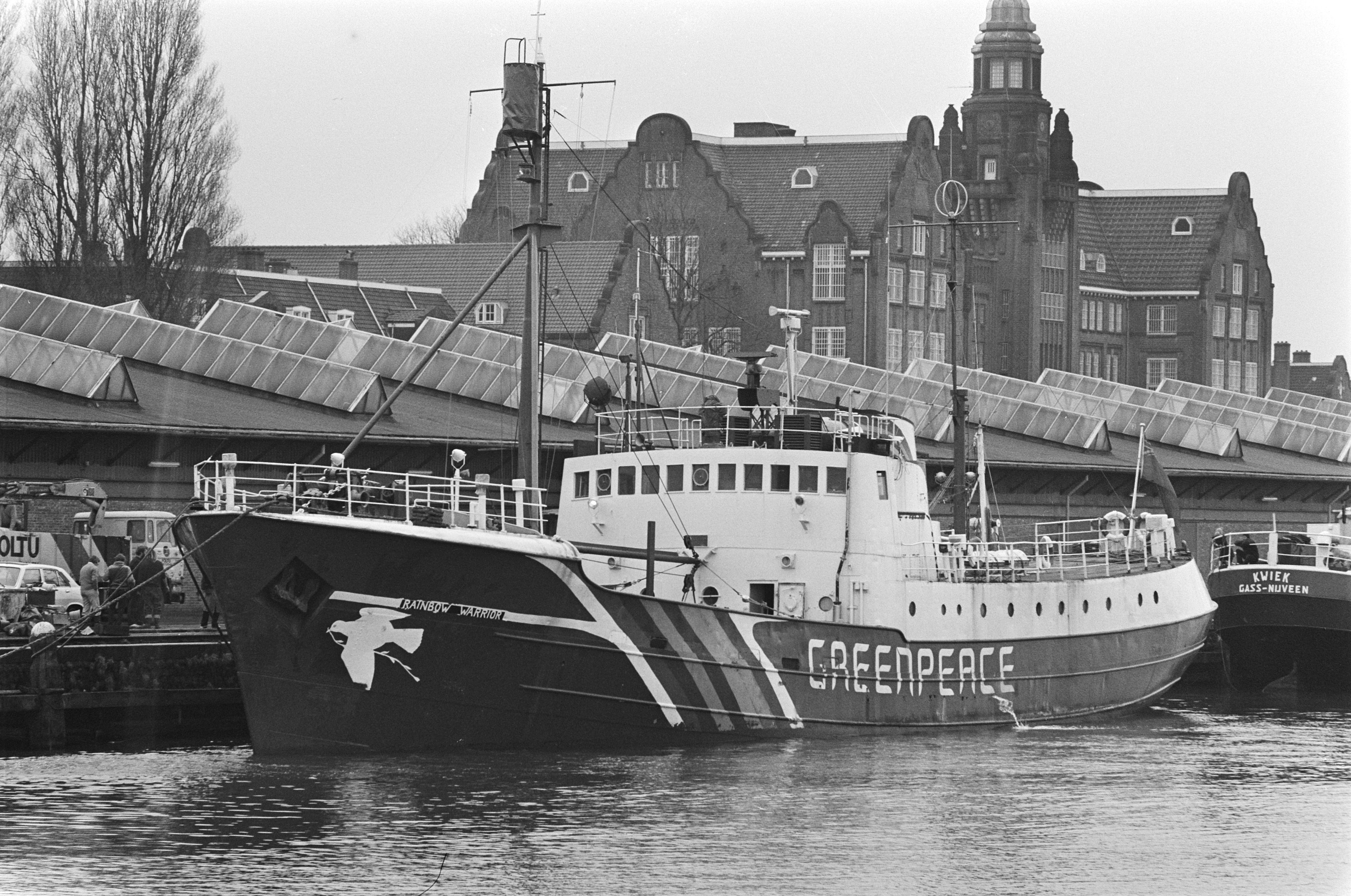
アムステルダムに寄港したレインボー・ウォーリア号(1981年)

レインボー・ウォーリア号はそもそもはイギリスの農務省に属するトロール船で、イギリスの水産学者の名をとってサー・ウィリアム・ハーディ号と呼ばれた。1977年に民間に払い下げられたのち、グリーピースによって購入、改装されて、以後この団体の活動船となった。船名であるレインボー・ウォーリアは、グリンピースの草創期メンバーがインディアンの伝承から借り受けたもので、グリーンピースはこれを現在まで好んで用いている。
北海でタラ漁に従事していたこの船は、厳しい北の海での航海にも耐えることができ、また長期間の航海を行いうる設備とスペースを有していた。改装された船体は緑色に塗られ、さらにその上に虹を、船首方向には鳩を描いた。沈没した年の85年には、燃費向上のためと、環境保護を訴えるための視覚的アピールのために、マストを2本追加設置してケッチタイプの帆船となっている。
レインボー・ウォーリア号は捕鯨反対、アザラシ猟反対、核実験反対、核廃棄物海中投棄反対の活動船として世界各地に出没、アイスランド、カナダ、スペイン、フランス、ソ連等々、様々な国の漁船団と、また沿岸警備隊や海軍と衝突しては拿捕されるということを繰り返した。85年、アメリカの核実験により放射能汚染の危険性があると考えられたマーシャル諸島はロンゲラップ環礁から、島民を他の島に移住させるための輸送作戦を行った後、レインボー・ウォーリア号は予定されていたフランスのムルロア環礁における核実験に抗議するためにニュージーランドに向かった。

### 沈没
7月10日、ニュージーランドのオークランドに寄港していたレインボー・ウォーリア号は、核実験の妨害を阻止するためにフランスの情報機関DGSEによって爆破され沈没した。これによって1名の死者が出た。
船はその後引き上げられたが、修復再使用は困難とされ、廃船が決まった。1987年、レインボー・ウォーリア号はノースランドのマタウイ湾、カバリ諸島付近で、人工魚礁として沈められた。ここはダイビングスポットとしてニュージーランドで知られている、いわゆるベイ・オブ・アイランズの北側にある。なので潜って見学することができる。ベイ・オブ・アイランズにはレインボー・ウォーリア号のほかにもニュージーランド海軍の退役した軍艦が同じように沈んでいる。ちなみにやはりノースランドのダーガビルの博物館にはレインボー・ウォーリア号のマストが保存されている。